# 달콤한 나의 도시 (텔레비전 프로그램)
달콤한 나의 도시는 SBS에서 방송된 텔레비전 프로그램이다.

## 기획 의도
서른 즈음 여자들의 은밀한 속마음을 관찰하는 텔레비전 프로그램이다.

## 출연자
- 오수진, 최정인, 임현성, 최송이 : 2014년 8월 27일 ~ 2014년 10월 29일

## 에피소드 목록
| 회차 | 방송일          | 제목 (원제)                              |
| ---- | --------------- | ---------------------------------------- |
| 1    | 2014년 8월 27일 | 서른 즈음, 사랑에 대한 그녀들의 이야기   |
| 2    | 9월 3일         | 도시의 밤은 낮보다 뜨겁다                |
| 3    | 9월 10일        | 그녀들의 휴일                            |
| 4    | 9월 17일        | 서른 즈음, 그녀들의 눈물                 |
| 5    | 9월 24일        | 서른 즈음, 연애의 온도                   |
| 6    | 10월 1일        | 서른 즈음, 그녀들이 화해하는 법          |
| 7    | 10월 8일        | 서른 즈음 여자, 그것이 알고싶다          |
| 8    | 10월 15일       | 서른 즈음, 어색한 만남                   |
| 9    | 10월 22일       | 서른 즈음, 끝이 아닌 시작                |
| 10   | 10월 29일       | (번외편)환상의 짝꿍 - 두 여자의 타향살이 |